# Vasco de Almeida e Costa
Vasco Fernando Leote de Almeida e Costa (São Sebastião da Pedreira, 26 luglio 1932 – Lisbona, 25 luglio 2010) è stato un ammiraglio e politico portoghese.
Fu Primo ministro ad interim dal 23 giugno al 23 luglio 1976 in sostituzione di José Pineiro de Azevedo, che dovette lasciare l'incarico per motivi di salute.